# Thierry Raspail
Pour les articles homonymes, voir Raspail.
Thierry Raspail, né le 13 avril 1951 à Grenoble,, est un historien de l'art spécialiste d'art contemporain, directeur du MAC Lyon depuis sa création en 1984 jusqu'à son départ à la retraite en 2018. et co-créateur en 1991 de la biennale d'art contemporain de Lyon dont il est le directeur artistique. Il est également régulièrement commissaire d'exposition.

## Études
Il est, entre autres, étudiant à la faculté d'histoire de l'art de Grenoble où l'un de ses professeurs est Maurice Besset.

## Carrière
Après avoir été conservateur au musée de Grenoble et avoir conduit plusieurs projets muséographes en Afrique de l'Ouest — notamment au musée national du Mali — il devient le directeur du musée d'art contemporain de Lyon à sa création en 1984. En 1991, il participe à la fondation de la biennale d'art contemporain de Lyon.

## Commissaire d'expositions
- 2014 : Imagine Brazil

- 2014-2015 : Rétrospective Erró

- 2015 : Open Sea